# James Wilson (athlétisme)
Pour les articles homonymes, voir James Wilson et Wilson.
James Wilson (né le 2 octobre 1891, mort en 1973 à Brent) est un athlète britannique spécialiste des courses de fond.

## Biographie
Lors des Jeux olympiques de 1920 à Anvers, James Wilson remporte la médaille d'argent du cross-country par équipe, associé à Frank Hegarty et Alfred Nichols. L'équipe du Royaume-uni est devancé par la Finlande, amenée notamment par Paavo Nurmi. Wilson décroche également la médaille de bronze du 10 000 mètres. Il est devancé par Nurmi et Guillemot.

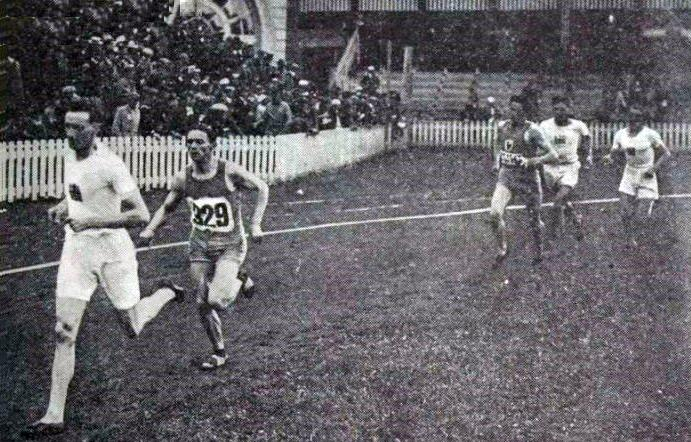
James Wilson termine troisième des 10 000 mètres aux Jeux olympiques de 1920.

## Palmarès

### Jeux olympiques
- Jeux olympiques d'été de 1920 à Anvers :
  -  Médaille d'argent du cross-country par équipe
  -  Médaille de bronze du 10 000 mètres